# 施宣宇
施 宣宇（シー・シュエンユー、1974年7月2日 - ）は、台湾の芸術家、陶芸家、彫刻家、キュレーター。 国際陶芸アカデミー（International Academy of Ceramics）会員、国立台湾工芸研究発展センター認定国家工芸士。アートスタジオ九座寮聯合事務所の芸術総監。

## 略歴
1974年生まれ。台湾台北市出身。14歳から陶芸工房で助手として経験を積み、1994年、18歳で台北のギャラリーにて初個展を開催。22歳で自身のスタジオ九座寮聯合事務所を設立。
1998年、アメリカ・カリフォルニア州サンタアナ芸術学院陶芸スタジオで制作活動を行う。
2009年および2011年、イタリアで開催された第56回および第57回ファエンツァ国際陶芸ビエンナーレで、衆議院議長特別栄誉賞、立法議員特別栄誉賞を受賞。同ビエンナーレにおいて台湾人として初の受賞者となる。
2010年、国立台湾工芸研究発展センターにより国家工芸士「台湾工芸之家」に認定される。
2012年、トワイニング社の依頼を受け、イギリス・エリザベス女王のダイヤモンド・ジュビリー即位60周年記念作品を制作し、同記念行事式典において、在台湾英国事務所デビッド・キャンベル氏より、台湾を代表し贈呈された

。
2013年、ユネスコ文化部門公式パートナーである国際陶芸アカデミー（International Academy of Ceramics）の会員に選出される。
2014年、台湾工芸之家協会の国際事務監事に就任。
2016年、PESアーキテクツが手掛けるSCAC（中国福州海峡文化芸術センター）建設プロジェクトにおいて、オペラハウスおよびコンサートホールの芸術総顧問に就任。
2024年、台湾国際苗栗薪窯陶磁芸術博覧会のキュレーターに就任。

## 評価
施宣宇の作品は、複雑な文様、精緻な造形、多彩な色彩表現を特徴とし、陶芸を軸にしながら金属やガラスなどを組み合わせる手法で知られている。
美術評論家・莊秀玲は、彼の作品について「施宣宇の作品は、要素の組み合わせ、簡略化、置換といった表現手法と、彼の高度な技術が重なり合うことで、観る者の興味を引きつける奥深い造形を生み出している。」と評している（原文は中国語）。
また、書籍『台湾現代陶芸発展史』では、「前衛的」かつ「文化批評的」と位置づけている。彼の創作は、多様な媒材（素材）を組み合わせた陶土による造形表現を中心に展開されており、記号や建築語彙を作品に取り入れることで、陶芸とポストモダンアートとの領域横断的な融合を試み、素材表現の多様性を拡張している（原文は中国語）。

## 受賞
- 2011年 『立法議員特別栄誉賞』第57回ファエンツァ国際陶芸ビエンナーレ、イタリア[14]
- 2010年 『最優秀賞』第3回台湾国際金壺賞陶芸デザイン競技展、台湾[15]
- 2009年 『衆議院議長特別栄誉賞』第56回ファエンツァ国際陶芸ビエンナーレ、イタリア[16]
- 2003年 『最優秀賞』第3回台北陶芸賞、台湾[17]
- 2002年 『最優秀賞』第16回南瀛賞、台湾[18]
- 2000年 『英国特別栄誉賞』ゴールドコースト国際陶芸展、オーストラリア
- 2000年 『優秀賞』第14回南瀛賞、台湾[19]
- 1998年 『銀賞』第1回陶磁金鷹賞、台湾
- 1992年 『銀賞』第1回台湾金陶賞、台湾

## 収蔵作品
- 2012年 『北辰之星』、バッキンガム宮殿、イギリス[20]
- 2007年 『女兒Sammy』、新北市立鶯歌陶磁博物館、台湾[21]
- 2007年 『飄蕩的記憶詩歌 Ⅳ』、岐阜県多治見市、日本
- 2007年 『飄蕩的記憶詩歌 Ⅶ』、岐阜県現代陶芸美術館、日本
- 2006年 『芙蓉梵天軸』、国立歴史博物館、台湾[22]
- 2006年 『伊娃之淚』、ZVMG ラングーンワーラ・コミュニティ・センター、パキスタン
- 2003年 『制器規圜之漂流雙西塔』、新北市立鶯歌陶磁博物館、台湾[23]
- 2002年 『穹宇梭傳法則之天體膨脹論』、台南市文化局、台湾[24]
- 2000年 『共識妄想鳥瞰軸』、国立歴史博物館、台湾[25]
- 1998年 『天體梭軌』、新北市立鶯歌陶磁博物館、台湾[26]
- 1992年 『窄門』、邱和成文教基金会、台湾[27]

## 個展
- 2013年 『華紙瑤緘』、アート台北 台北国際芸術博覧会 / 日升月鴻 Ever Harvest Art Gallery、台湾[28]
- 2013年 『永恆詩歌』、新北市芸術文化センター、台湾[29]
- 2011年 『XI -Xinhai』INCONTRI CON IL CINEMA ASIATICO 12、ローマ現代アート美術館、イタリア[30]
- 2011年 『後辛亥元年』、マドリード市庁舎、スペイン[31]
- 2011年 『喜2』、ファエンツァ市庁舎、イタリア
- 2010年 『丞』、アート台北 台北国際芸術博覧会 /  雲清芸術 Elsa Gallery 、台湾[32]
- 2007年 『飄蕩的記憶詩歌十四首』、岐阜県現代陶芸美術館、日本
- 2004年 『制器規圜』、新北市立鶯歌陶磁博物館、台湾[33]
- 1999年 『御風瀚羽』、新竹敦煌アートギャラリー、台湾[34]
- 1998年 『蒼穹脊索』、台北敦煌アートギャラリー、台湾[35]
- 1994年 『調和波長』、台北敦煌アートギャラリー、台湾[36]

## グループ展
- 2022年 『世界的形狀 Tangible World』台湾国際陶芸ビエンナーレ、新北市立鶯歌陶磁博物館、台湾[37]
- 2018年 『陶響世代 Ceramics Generations』IAC国際陶芸展、新北市立鶯歌陶磁博物館、台湾[38]
- 2014年 『Moving Objects移動的物件』IAC国際陶芸展、ダブリン城、アイルランド[39]
- 2013年 『第7回  京畿道国際陶芸ビエンナーレ』、江南大学、韓国
- 2012年 『跨世代薪傳件』上海国際芸術節、上海宝山国際民俗芸術博物館、中国
- 2012年 『台湾工藝精品展』国際芸術展、北京台湾会館、中国
- 2011年 『第57回 ファエンツァ国際陶芸ビエンナーレ』、ファエンツァ国際陶磁器博物館、イタリア
- 2011年 『茶顔-台湾．茶具．茶風景』国際陶芸展、台北駐ロサンゼルス経済文化代表処 文化センター、アメリカ
- 2011年 『茶顔-台湾．茶具．茶風景』国際陶芸展、台北駐ヒューストン経済文化代表処 文化センター、アメリカ
- 2009年 『質地有聲-臺灣新生代』国際陶芸展、香港芸術センター、香港[40]
- 2009年 『第56回 ファエンツァ国際陶芸ビエンナーレ』、ファエンツァ国際陶磁器博物館、イタリア
- 2009年 『アート未来展』、国立新美術館、日本
- 2008年 『台湾特別展』アンダンヌ陶芸フェスティバル、アンダンヌ文化センター、ベルギー
- 2008年 『空間像遊戲』陶芸展、新北市立鶯歌陶瓷博物館、台湾[41]
- 2008年 『疆域的凝視』CERCO 国際現代陶芸ビエンナーレ、アラゴン文化センター、スペイン[42]
- 2008年 『藝器．造藝臺灣當代陶藝』北京オリンピック記念展、中国美術館、中国[43]
- 2007年 『じゃんけんぽんの考え方－勝ち負けのない共存』アジア陶磁デルタプロジェクト、岐阜県現代陶芸美術館、日本[44]
- 2007年 『Space “ON” 日本織部焼』陶芸展、岐阜県美術館、日本
- 2007年 『じゃんけんぽんの考え方－勝ち負けのない共存』アジア陶磁デルタプロジェクト』、新北市立鶯歌陶磁博物館、台湾[45]
- 2006年 『じゃんけんぽんの考え方－勝ち負けのない共存』アジア陶磁デルタプロジェクト』、京畿陶芸博物館、韓国[46]
- 2006年 『FIVE 6』国際芸術展、VMアートセンター、パキスタン[47]
- 2006年 『中華民国全国現代陶芸招待展』、国立歴史博物館、台湾[48]
- 2006年 『新食器時代』陶磁器デザイン展、新北市立鶯歌陶磁博物館、台湾[49]
- 2002年 『迷眩島嶼：藝欲超連結』アート展、高雄駁二芸術特区、台湾[50]
- 2000年 『アジア工芸展』国際アート展、福岡美術館、日本
- 2000年 『錯速』映像インスタレーションアート展、華山1914文化創意産業園区、台湾[51]
- 2000年 『朝生暮死』インスタレーション展、游移美術館在竹圍、台湾[52]
- 1998年 『台湾陶芸展』、カリフォルニア州 R.S.C.アートセンター、アメリカ
- 1998年 『窯火相傳』台湾陶芸発展30年特別展、国立歴史博物館、台湾[53]

## パブリックアート
- 2018年 『牡丹纏枝-中國白』、SCAC福州海峽文化芸術センター　コンサートホール、PES-Architects、中国[54]
- 2018年 『茉莉折枝-無垠』、SCAC福州海峽文化芸術センター　オペラホール、PES-Architects、中国[55]
- 2012年 『百花』、ザ・ペニンシュラ香港、Sabrina Fung Fine Arts、香港[56]
- 2010年 『加官晉祿』、ザ・リッツ・カールトン香港、Sabrina Fung Fine Arts、香港[57][58]
- 2009年 『王者之杖-1804』、三鶯之心空間芸術特別区、新北市政府文化局、台湾[59]
- 2005年 『御風瀚羽』、方圓美術館、財団法人方円文化芸術基金会、台湾

## アーティスト・イン・レジデンス
- 2016年 『上海震旦博物館 オーロラミュージアム』、上海震旦博物館、中国
- 2011年 『マドリード市庁舎』、国立台湾工芸研究発展センター、スペイン
- 2007年 『岐阜県多治見市』、岐阜県多治見市、日本
- 2006年 『VASLアートセンター』、英国トライアングルアーツトラスト、パキスタン[60]
- 2006年 『ZVMG Rangoon Wala中心』、英国トライアングルアーツトラスト、パキスタン
- 2001年 『アンダーソンランチアートセンター』、中華民国行政院文化建設委員会、アメリカ
- 2001年 『ニューヨーク・アーティストインレジデンス』、中華民国行政院文化建設委員会、アメリカ

## オークション
- 2011年 『北京嘉德 現代陶磁芸術-春季オークション』、中国嘉徳国際オークション有限会社、中国
- 2010年 『北京嘉德 現代陶磁芸術-秋季オークション』、中国嘉徳国際オークション有限会社、中国
- 2010年 『北京嘉德 現代陶磁芸術-春季オークション』、中国嘉徳国際オークション有限会社、中国
- 2009年 『北京嘉德 現代陶磁芸術-秋季オークション』、中国嘉徳国際オークション有限会社、中国
- 2009年 『北京嘉德 現代陶磁芸術-春季オークション』、中国嘉徳国際オークション有限会社、中国
- 2009年 『上海泓盛 油彩/彫塑-芸術品オークション』、中国泓盛国際オークション有限会社、中国
- 2008年 『北京嘉德 現代陶磁芸術-秋季オークション』、中国嘉徳国際オークション有限会社、中国
- 2008年 『北京嘉德 現代陶磁芸術-春季オークション』、中国嘉徳国際オークション有限会社、中国[61]

## 関連書籍
- 新北市文化局局長 林倩綺 (2013), 臺灣工藝之家《永恆詩歌》, 台湾: 新北市政府文化局, ISBN 9789860361810
- 謝東山 (2005), 《臺灣現代陶藝發展史》, 台湾: 台北縣鶯歌陶瓷博物館, ISBN 9867487702

- 呂佩怡 (2004), 《制器規圜：施宣宇作品集》, 台湾: 新北市立鶯歌陶瓷博物館, ISBN 9570172800
- 施宣宇 (2013), 《永恆詩歌 Eternal Poem》, 台湾: 新北市政府文化局, ISBN 9789860361810